# Лакшми Митал
Лакшми Нивас Митал (на английски: Lakshmi Niwas Mittal) е индийски предприемач, роден на 15 юни 1950 г. в Индия. Той е бизнесмен, основател и собственик на Mittal Group, съсобственик на най-голямата стоманодобивна компания в света АрселорМитал (Arcelor Mittal). През 2008 г. влиза в списъка на милиардерите (рейтинга на „Forbes“) с 45,00 милиарда щатски долара. През 2009 г. според „Forbes“ неговото състояние е намалено до 19,3 милиарда щатски долара. Митал заема през 2011 г. шесто място в света на най-богатите хора (с оценка през март, според Forbes – $31.1 млрд.).
Митал започва бизнеса си в Индонезия. През следващите 30 години неговата компания Ispat International се разпростира в почти всички региони на света. Единственото изключение е Индия. Бащата на Митал започва там бизнеса си, но го продава поради проблеми с правителството. Стоманената империя на фамилия Митал нараства чрез агресивни придобивания в Мексико, Канада, Германия, Казахстан и др.
През 1997 г. той регистрира фирмата LNM (Lakshmi Mittal Narendra), като предава обратно контрола на активите на Ispat. През 2003 г. Ispat и LNM се обединяват в Mittal Steel Group с управляващо дружество Mittal Steel SA, като придобиват собственост в Холандия и преместват седалището си от Индонезия в Лондон, Англия. През 2004 г. след сливания и придобиване се образува Mittal Steel, със седалище в Ротердам, Холандия.
Характерна особеност на Лакшми Митал е желанието да работи директно с държавните служители, оказващи влияние върху индустрията, разчитайки повече на лични връзки, отколкото на бизнес етикета. Лакшми Митал, заявява, че е необходим строг контрол над разходите и увеличаване на фокуса върху печалбата. Ето защо в Полша, Чехия и Украйна, работниците и служителите стачкуват в предприятията, купени от Митал.
Митал притежава луксозна къща в Лондон с 12 спални. Той е женен и има 2 деца.